# Timgad (Batna)
Timgad (în arabă تيمقاد) este o comună din provincia Batna, Algeria.
Populația comunei este de 11.828 de locuitori (2008).